# Wilhelm Printz
Wilhelm Printz (* 9. August 1887 in Karlsruhe; † 23. Februar 1941 in Halle/S.) war ein deutscher Indologe und Bibliothekar.

## Wirken
Er war der Sohn des Kaufmanns Wilhelm Printz († 1931) und dessen Ehefrau Margarete geb. Jung. Nach seiner Reifeprüfung am Gymnasium in Mannheim studierte Wilhelm Printz Indologie, Vergleichende Sprachwissenschaft und Germanistik an den Universitäten in Leipzig, Göttingen und Berlin und promovierte 1910 an der Universität Berlin bei Heinrich Lüders. Ab 1911 arbeitete er als Bibliothekar in Hamburg an der Kulturwissenschaftlichen Bibliothek Warburg und zugleich auch an der Staats- und Universitätsbibliothek Hamburg. Kriegsdienst leistete er von 1914 bis 1918. Im Jahre 1919 habilitierte er sich für das Fach Indologie an der Universität Frankfurt/M. und lehrte dort als Privatdozent. 1924 wechselte er an die Universität Halle. Dort lehrte er weiterhin als Privatdozent, seit 1929 bzw. 1939 als nichtbeamteter außerordentlicher bzw. außerplanmäßiger Professor. Zugleich arbeitete er seit 1924 an der Universitätsbibliothek Halle und als Bibliothekar der Deutschen Morgenländischen Gesellschaft. Neben seinen wissenschaftlichen Arbeiten im Bereich der Indologie verzeichnete er in den verschiedenen Bibliotheken indische Handschriften und stellte außerdem Bibliographien zusammen. Außerdem wirkte er als Übersetzer.

## Schriften (Auswahl)
- (Übers.): Giovanni Boccaccio / Das Labyrinth der Liebe. Zeitler, Leipzig 1907.
- (Übers.): Antoine Meillet / Einführung in die vergleichende Grammatik der indogermanischen Sprachen. Teubner, Leipzig 1909.
- Bhāṣā-Wörter in Nīlakaṇṭha’s Bhāratabhāvadīpa und in anderen Sanskrit-Kommentaren. In: Zeitschrift für vergleichende Sprachforschung, Bd. 44 (1910), S. 69–109 (Dissertation Universität Berlin).
- (Hrsg.): Johann Wolfgang von Goethe / Wilhelm Meisters Wanderjahre oder Die Entsagenden (= Goethes sämtliche Werke, Bd. 9). Tempel-Verlag, Berlin/Leipzig 1910.
- Der Hamburger Universitätsplan. In: Akademische Rundschau, N.F., Bd. 1 (1912/13), S. 268–277.
- (Übers.): Remy de Gourmont / Ein jungfräuliches Herz. Roman. 3.–5. Aufl. Hyperion-Verlag, München 1920.
- Bhāsa’s Prākrit. Selbstverlag, Frankfurt/M. 1921 (Habilitationsschrift Universität Frankfurt/M.).
- (Hrsg.): Edme Boursault / Die Liebesbriefe der Barbet. 3. Aufl. Hyperion-Verlag, München 1922.
- (Übers.): Émile Zola / Die Eroberung von Plassans. Wolff, München 1923.
- (Übers.): Émile Zola / Mutter Erde. Wolff, München 1923.
- Buddhas Geburt. In: Zeitschrift der Deutschen Morgenländischen Gesellschaft, Bd. 79 (1925), S. 119–132.
- Helena und Sita. In: Willibald Kirfel (Hrsg.): Beiträge zur Literaturwissenschaft und Geistesgeschichte Indiens. Festgabe Hermann Jacobi zum 75. Geburtstag. Klopp, Bonn 1926, S. 103–113.
- Eine merkwürdige Bhagavadgītā-Ausgabe. In: Zeitschrift der Deutschen Morgenländischen Gesellschaft, Bd. 83 (1929), S. 256–262.
- (Mitautor): Assam. In: Ethnologischer Anzeiger, Bd. 2 (1931), H. 7, S. 392–407.
- Gilgamesch und Alexander. In: Zeitschrift der Deutschen Morgenländischen Gesellschaft, Bd. 85 (1931), S. 196–206.
- Heiliger Königsmord in Indien? In: Zeitschrift der Deutschen Morgenländischen Gesellschaft, Bd. 86 (1933), S. 80–93.
- Zugangsverzeichnis der Bibliothek der Deutschen Morgenländischen Gesellschaft. Dezember 1931 bis Mai 1934. Brockhaus, Leipzig 1934.
- Tocharisch. De Gruyter, Leipzig 1935.
- Vorder-Indien. In: Ethnologischer Anzeiger, Bd. 4 (1936), H. 2/3, S. 96–150.
- Arisch. In: Indogermanisches Jahrbuch, Bd. 21 (1937), S. 161–190.
- Zugangsverzeichnis der Bibliothek der Deutschen Morgenländischen Gesellschaft. Juni 1934 bis November 1940. Brockhaus, Leipzig 1941.